# Ильиных, Артур Владимирович
Артур Владимирович Ильиных (род. 14 февраля 1964) — белорусский режиссёр, сценарист, преподаватель. Член Белорусского союза кинематографистов.

## Биография
Родился 14 февраля 1964 года, в городе Бобруйск, Могилёвская область. До 1982 года обучался в СШ № 20 г. Бобруйска. С 1982 по 1984 год — служба в ВС СССР, Новгород-17, лётные войска, рядовой.

### Образование
С 1984 по 1987 год — обучался в Минском радиотехническом университете. В 1993 году закончил Белорусскую государственную академию искусств. Мастерская народного артиста Республики Беларусь В. Н. Раевского, по специальности режиссура драмы. Педагоги: заслуженный деятель искусств РБ — Л. А. Монакова; Б. П. Второв; Н. Н. Пинигин.

### Деятельность
С 1991 по 2003 года режиссёр-постановщик в различных театрах Республики Беларусь. С 2003 года по настоящее время работает в кино.
Работает на факультете экранных искусств БГАИ, доцент кафедры режиссуры кино и ТВ.

## Фильмография

### Режиссёрские работы
• 2005 — «Москва – Берлин» - режиссёр-постановщик.
• 2004  — «Человек войны» - режиссёр.
• 2006 —  «Последний бронепоезд» - режиссёр.
• 2007 —  «Майор ветров» - режиссёр.
• 2010 — «Брестская крепость» - режиссёр, постановка боёв и массовых сцен.
• 2015 — «Освобождённая Европа» режиссёр.

### Сценарные работы
• 2020 — «Алёша».

## Награды
- Диплом победителю Второго Национального телевизионного конкурса «Телевершина» в номинации «Лучший телевизионный художественный фильм (сериал)», 2-е место, 2006 год.
- Диплом III степени IX Международного фестиваля телевизионных программ и телевизионных фильмов «Золотой бубен» в номинации «Телевизионный дебют» за серии новелл о войне «Москва-Берлин», 2005 год.